# 범돔
범돔은 농어목 황줄깜정이과의 물고기이다. 길이 20 cm 정도로 한반도의 남부와 제주도, 일본에 서식한다.

## 분류
1831년 프랑스 생물학자 조르제 쿠비에르가 나가사키에서 채집한 모식표본으로 나비고기속으로 분류하여 캐토돈 스트리가투스(Chaetodon strigatus)라는 학명으로 등록하였다. 1839년 영국 생물학자 윌리엄 존 스웨이슨이 재 분류하여 황줄깜정이과의 하위 속으로 범독속을 분류하였다. 범돔 속에는 범돔 하나 만 속해있다. 이로서 범돔의 학명은 미크로칸투스 스트리가투스(Microcanthus strigatus)가 되었다. 이후 몇몇 다른 종들을 범돔속으로 분류하려는 시도가 있었으나 인정되지는 않았다.

## 모양
앞뒤로는 둥그런 타원형이고 옆으로는 매우 납작하다. 노란 바탕에 검은 줄무늬가 등지느러미를 포함한 몸 전체에 있고 한국 이름 "범돔"은 이 줄무늬에 착안한 것이다.

## 생활

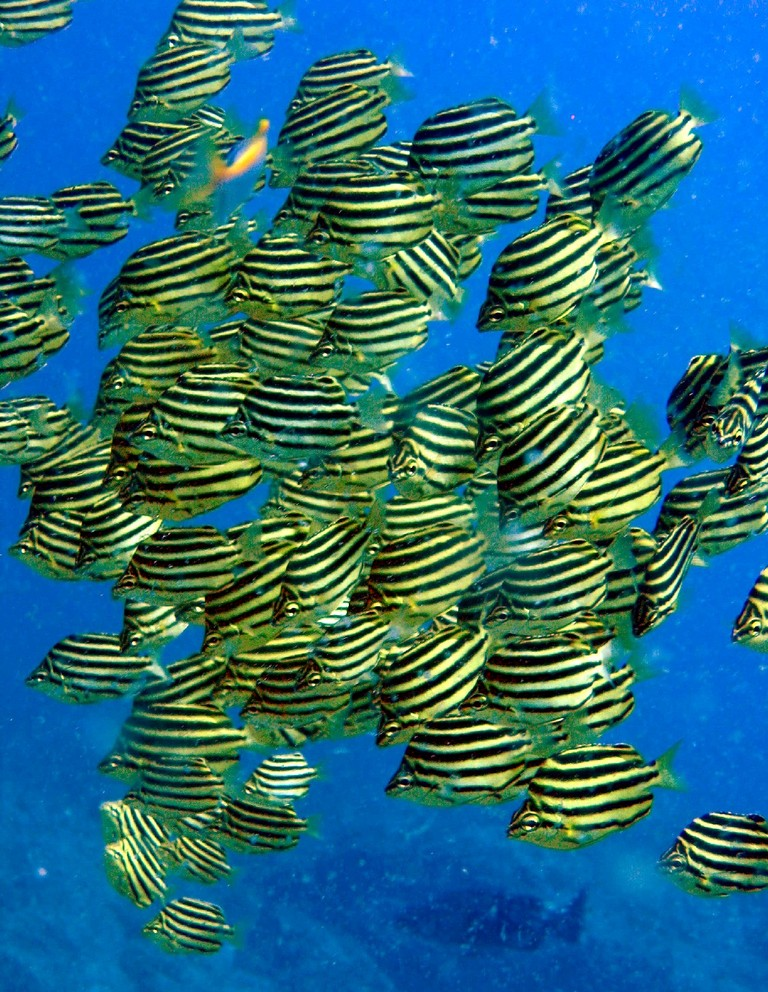
범돔 무리

따듯한 물을 좋아하는 난수어종으로 연안의 바위 주위에서 서식한다. 방파제와 같은 사람이 만든 인공 구조물도 선호한다. 아열대성 물고기이지만 기후변화로 2000년 이후 제주도를 포함한 한반도 남부에서 개체수가 증가하고 있다.
잡식성으로 주로 소형 갑각류를 먹는다.

## 이용
날것을 회로 먹거나 구이로 먹지만 상업성이 떨어져 식용보다는 관상용으로 거래된다. 무리를 짓는 습성이 있고 무늬가 화려하여 수족관에서도 흔히 기른다. 2017년 국립수산과학원이 관상용 양식산업화 연구를 진행한 바 있다.
범돔 날것 60 g은 56.4 Kcal의 열량을 내며 탄수화물 0.24 g, 단백질 11.7 g, 지방 0.66 g을 함유하고 있다.